# American Fool
American Fool è il quinto album discografico in studio del cantante statunitense John Mellencamp (ai tempi conosciuto come John Cougar), pubblicato nel 1982.
È l'album che ha dato il successo all'artista, avendo raggiunto la posizione numero 1 della Billboard 200.

## Tracce
1. Hurts So Good – 3:42
2. Jack & Diane – 4:16
3. Hand to Hold on To – 3:25
4. Danger List – 4:28
5. Can You Take It – 3:35
6. Thundering Hearts – 3:40
7. China Girl – 3:34
8. Close Enough – 3:38
9. Weakest Moments – 4:07